# Eburnus
Eburnus is een agnomen met de betekenis: "van ivoor gemaakt".
Belangrijke personen met het agnomen Eburnus:
- Quintus Fabius Maximus Eburnus (consul in 116 v.Chr.)